# Heptapterus
Heptapterus — типовий рід родини гептаптерові ряду сомоподібних. Має 12 видів.

## Опис
Загальна довжина представників цього роду коливається від 4,7 до 21,3 см. Голова звужена та сплощена зверху. Очі невеличкі. Є 3 пари коротких вусів. Тулуб кремезний, витягнутий або стрункий. Спинний плавець широкий, високо піднятий, з короткою основою. Жировий плавець доволі довгий, низький. Грудні та черевні плавці невеличкі, витягнуті. Анальний плавець помірно подовжений, значно поступається жировому. Хвостовий плавець короткий, широкий, зрізаний зверху донизу.
Забарвлення коливається від сірого до чорного кольору. Є однотонні види, інші з темною спиною або плавцями.

## Спосіб життя
Є демерсальними рибами. Населяють два основних типи біотопів. Одна група живе в дрібних річках з швидкою течією і кам'янистими ґрунтами, друга — в лісових струмках з чорною водою і піщаним дном. Живляться безхребетними.

## Розповсюдження
Поширені у басейні річок Мароні, Уругвай, Амапа і Ла-Плата. Зустрічається у прибережних водоймах південної Бразилії.

## Види
- Heptapterus bleekeri
- Heptapterus carmelitanorum
- Heptapterus fissipinnis
- Heptapterus mbya
- Heptapterus multiradiatus
- Heptapterus mustelinus
- Heptapterus ornaticeps
- Heptapterus qenqo
- Heptapterus stewarti
- Heptapterus sympterygium
- Heptapterus tapanahoniensis
- Heptapterus tenuis